# György Ilona
György Ilona, teljes neve: György Ilona Lujza Mária (Pest, 1871. augusztus 19. – Budapest, 1943. április 30.) színésznő.

## Életútja
György János és Farkas Lujza leánya. Színészakadémiai tanulmányai után, 1891-ben lépett a pályára. Drámai hősnő volt Szendrey Mihály kassai társulatánál, majd a Nemzeti Színház szerződtette tagjává 1893-ban. Itt 1896-ig szerepelt, majd újból Kassára került, ahol első osztályú vidéki társulatoknál lépett fel. 1907-ben visszatért a Nemzetihez, s 1913-ig volt az intézmény tagja. 1913. július 29-én, Budapesten, a Józsefvárosban Bolland Rudolf József Mária császári és király tüzérőrnagy neje lett és lelépett a színpadról.

## Fontosabb szerepei
- Leona (Hauptmann: A bunda)
- Miss Hobbs (Jerome K. J.)
- Blanquette (Bataille: A botrány)
- Blumegen grófnő (Szomory D.: A nagyasszony)
- Calpurnia (Shakespeare: Julius Caesar)

## Működési adatai
1896–98: Kolozsvár; 1898–1905: Kassa, Pozsony, Sopron; 1905: Temesvár.